# Topología euclidiana
En matemáticas, y especialmente en topología general, la topología euclidiana o topología euclídea es un ejemplo de topología dado por el conjunto de los números reales, denotados mediante R. Dado el conjunto R una topología significa decir que los subconjuntos de R son «abiertos», y hacerlo de tal manera que los siguientes axiomas se cumplan:
1. La unión de conjuntos abiertos es un conjunto abierto.
2. La intersección finita de conjuntos abiertos es un conjunto abierto.
3. El conjunto R y el conjunto vacío ∅ son conjuntos abiertos.

## Construcción
Se requiere que el conjunto R y el conjunto vacío ∅ sean conjuntos abiertos, así que se definirá  R y ∅ como conjuntos abiertos en esta topología. Dados dos números reales, por ejemplo x e y, con x < y se define una familia incontable infinita de conjuntos abiertos denotados mediante Sx,y como sigue:
{\displaystyle S_{x,y}=\{r\in \mathbf {R} :x<r<y\}.}
Junto con el conjunto R y el conjunto vacío ∅, los conjuntos Sx,y con x < y son usados como base para la topología euclidiana. En otras palabras, los conjuntos abiertos de la topología euclidiana son dados por el conjunto R, el conjunto vacío ∅ y las uniones e intersecciones finitas de varios conjuntos Sx,y para los diferentes pares (x,y).

## Propiedades
- La línea real, con su topología, es un espacio T5. Dados dos subconjuntos, digamos A y B, de R con A ∩ B = A ∩ B = ∅, donde A denota la clausura de A, etc., existen conjuntos abiertos SA y SB con A ⊆ SA y B ⊆ SB tales que SA ∩ SB = ∅.[1]